# Puig Verd
El Puig Verd és una muntanya de 293 metres que es troba al municipi de Caldes de Malavella, a la comarca de la Selva.